# Deinypena subapicalis
Deinypena subapicalis là một loài bướm đêm trong họ Noctuidae.